# Royal Society of Literature
La Royal Society of Literature és l'organització superior de literatura a la Gran Bretanya. Va ser fundada el 1820 pel rei Jordi IV, per tal de recompensar el mèrit literari i exercitar el talent literari. El primer president de la Societat va ser Thomas Burgess, qui esdevindria bisbe de Salisbury. Hi ha uns 450 Companys de la Royal Society of Literature (habitualment es nomenen anualment 14 nous Companys), que tenen el privilegi d'usar el postnominal FRSL.
Entre els antics Companys estan Samuel Taylor Coleridge, William Butler Yeats, Rudyard Kipling, Thomas Hardy, George Bernard Shaw o Arthur Koestler. Els nous membres inscriuen el seu nom a la llista oficial usant les plomes de Lord Byron o de Dickens.
Té una revista anual, RSL Arxivat 2012-05-02 a Wayback Machine., i administra diversos premis literaris, incloent-hi el Premi Ondaatje, el Premi Jerwood i el Premi Memorial V. S. Pritchett. Pot conferir l'honor de Company de la Royal Society of Literature a escriptors de manera excepcional. També concedeix la Medalla Benson per la tasca d'una vida al servei de la literatura.
La seu és a Somerset House a Londres.

## Presidents
- 1820–1832 Thomas Burgess
- 1832–1833 Lord Dover
- 1834–1845 El Comte de Ripon
- 1845–1849 Henry Hallam
- 1849–1851 El Marquès de Northampton
- 1851–1856 El Comte de Carlisle
- 1856–1874 Bisbe de St. David
- 1874–1876 Bisbe de Thirlwall
- 1876–1885 El Príncep Leopold
- 1885–1893 Sir Patrick de Colquhoun
- 1893–1920 El Comte de Halsbury
- 1921–1946 El Marquès de Crewe
- 1946–1947 El Comte de Lytton
- 1947–1982 Lord Butler de Saffron Walden
- 1983–1988 Sir Angus Wilson
- 1988–2003 Lord Jenkins de Hillhead
- 2003–2008 Sir Michael Holroyd
- 2008–present Colin Thubron

## Membres Actuals
| Company                                                              | Any d'elecció |
| -------------------------------------------------------------------- | ------------- |
| Dannie Abse                                                          | 1983          |
| Chinua Achebe                                                        | 1983          |
| Peter Ackroyd CBE                                                    | 1984          |
| Richard Adams                                                        | 1975          |
| Donald Adamson                                                       | 1983          |
| Fleur Adcock OBE                                                     | 1984          |
| Diran Adebayo                                                        | 2006          |
| John Agard                                                           | 2007          |
| Brian Aldiss OBE                                                     | 1990          |
| Keith Alldritt                                                       | 1978          |
| Fergus Allen CB                                                      | 2000          |
| *David Altaras                                                       | 1996          |
| Martin Amis                                                          | 1983          |
| Mark Amory                                                           | 1996          |
| Carole Angier                                                        | 2002          |
| El Marquès d'Anglesey DL FSA FRHistS Hon FRIBA                       | 1969          |
| John Arden                                                           | 2000          |
| Simon Armitage                                                       | 2004          |
| Karen Armstrong                                                      | 2005          |
| Bruce Arnold OBE                                                     | 1994          |
| Geoffrey Ashe                                                        | 1963          |
| Michael Asher                                                        | 1996          |
| Rosemary Ashton OBE FBA                                              | 1999          |
| Diana Athill OBE                                                     | 2001          |
| Sir Alan Ayckbourn CBE                                               | 1991          |
| Paul Bailey                                                          | 1999          |
| Dama Beryl Bainbridge DBE                                            | 1978          |
| Michael Baldwin                                                      | 1984          |
| Iain Banks                                                           | 2009          |
| John Banville                                                        | 2007          |
| Richard Barber                                                       | 1971          |
| Juliet Barker                                                        | 2001          |
| Sebastian Barker                                                     | 1997          |
| Pat Barker CBE                                                       | 1995          |
| Frank Barlow CBE FBA FRHistS                                         | 1971          |
| Correlli Barnett CBE                                                 | 1964          |
| Sebastian Barry                                                      | 2009          |
| Stan Barstow                                                         | 1999          |
| Jacques Barzun                                                       | 1994          |
| Susan Bassnett                                                       | 2007          |
| Jonathan Bate CBE FBA                                                | 2004          |
| Nina Bawden CBE                                                      | 1970          |
| Martin Bax                                                           | 2002          |
| John Bayley CBE FBA                                                  | 1967          |
| Sir Christopher Alan Bayly FBA FRHistS                               | 2005          |
| Dama Gillian Beer DBE FBA                                            | 2006          |
| Antony Beevor                                                        | 1999          |
| Rosalind Belben                                                      | 1999          |
| Anne Olivier Bell                                                    | 1984          |
| Bernard Bergonzi                                                     | 1984          |
| Elizabeth Berridge                                                   | 1997          |
| Christopher Bigsby                                                   | 2000          |
| *Robert Binyon                                                       | 2000          |
| Dea Birkett                                                          | 2000          |
| Julia Blackburn                                                      | 2002          |
| Malorie Blackman                                                     | 2009          |
| Ronald Blythe, Medalla Benson                                        | 1970          |
| James T. Boulton FBA                                                 | 1969          |
| William Boyd CBE                                                     | 1982          |
| Melvyn Bragg (Baró Bragg)                                            | 1971          |
| Piers Brendon                                                        | 2010          |
| Raymond Briggs                                                       | 1993          |
| Robin Briggs                                                         | 1999          |
| Michael Brock CBE FRHistS                                            | 1983          |
| Hugh Brogan                                                          | 1987          |
| Anita Brookner CBE                                                   | 1982          |
| Alan Brownjohn                                                       | 1999          |
| James Buchan                                                         | 2001          |
| Brian Burland                                                        | 1999          |
| John Burnside                                                        | 1999          |
| Marilyn Butler FBA                                                   | 1989          |
| A. S. Byatt (Dama Antonia Duffy) DBE                                 | 1983          |
| David Cairns                                                         | 2001          |
| Sir David Cannadine FBA FRHistS                                      | 1999          |
| John Carey FBA                                                       | 1982          |
| Peter Carey                                                          | 1989          |
| Sir Raymond Carr FBA FRHistS                                         | 1977          |
| Justin Cartwright                                                    | 2002          |
| David Caute                                                          | 1998          |
| Glen Cavaliero                                                       | 1986          |
| Hugh Cecil                                                           | 1997          |
| Aidan Chambers                                                       | 2009          |
| Amit Chaudhuri                                                       | 2009          |
| Tracy Chevalier                                                      | 2008          |
| Anne Chisholm                                                        | 1989          |
| Rupert Christiansen                                                  | 1997          |
| Kate Clanchy                                                         | 2009          |
| Gillian Clarke                                                       | 2000          |
| John Clay                                                            | 1998          |
| Morton N. Cohen                                                      | 1996          |
| Isabel Colegate                                                      | 1981          |
| Linda Colley CBE FRHistS FBA                                         | 2004          |
| Tony Connor                                                          | 1972          |
| Robert Conquest CMG OBE                                              | 1972          |
| P. J. Conrad                                                         | 1974          |
| David Constantine                                                    | 2007          |
| Wendy Cope                                                           | 1992          |
| John Cornwell                                                        | 1985          |
| Jim Crace                                                            | 1999          |
| Kevin Crossley-Holland                                               | 1998          |
| Anthony Curtis                                                       | 2010          |
| Tony Curtis                                                          | 2000          |
| David Dabydeen                                                       | 2000          |
| William Dalrymple                                                    | 1995          |
| Richard Davenport-Hines                                              | 2003          |
| Lionel Davidson                                                      | 1997          |
| Andrew Davies                                                        | 1996          |
| Paul Davies                                                          | 1999          |
| Stevie Davies                                                        | 1998          |
| Dick Davis                                                           | 1981          |
| Richard Dawkins FRS                                                  | 1997          |
| Louis de Bernières                                                   | 2006          |
| Shelagh Delaney                                                      | 1985          |
| Anita Desai, Medalla Benson                                          | 1978          |
| Peter Dickinson                                                      | 1999          |
| David Dilks FRHistS                                                  | 1986          |
| Jenny Diski                                                          | 1999          |
| Maura Dooley                                                         | 2006          |
| Roddy Doyle                                                          | 2003          |
| Dame Margaret Drabble DBE                                            | 1973          |
| Carol Ann Duffy CBE                                                  | 1999          |
| Maureen Duffy                                                        | 1985          |
| Ian Duhig                                                            | 2006          |
| Katherine Duncan-Jones                                               | 1991          |
| Helen Dunmore                                                        | 1997          |
| Jane Dunn                                                            | 1999          |
| Douglas Dunn OBE                                                     | 1981          |
| Nell Dunn                                                            | 2004          |
| Geoff Dyer                                                           | 2005          |
| *Umberto Eco                                                         | 1992          |
| David Edgar                                                          | 1985          |
| Max Egremont (Lord Egremont DL)                                      | 2001          |
| Anne Enright                                                         | 2008          |
| Richard J. Evans FBA                                                 | 1999          |
| Bernardine Evaristo                                                  | 2004          |
| Ruth Fainlight                                                       | 2007          |
| Julian Fane                                                          | 1974          |
| U. A. Fanthorpe CBE                                                  | 1988          |
| Moris Farhi MBE                                                      | 2001          |
| Sebastian Faulks CBE                                                 | 1994          |
| Elaine Feinstein                                                     | 1981          |
| James Fenton                                                         | 1983          |
| Adam Fergusson                                                       | 2010          |
| Maggie Fergusson                                                     | 2007          |
| William Fiennes                                                      | 2009          |
| Orlando Figes                                                        | 2003          |
| Anne Fine OBE                                                        | 2003          |
| Tibor Fischer                                                        | 2003          |
| Roy Fisher                                                           | 2005          |
| Margaret Forster                                                     | 1974          |
| Richard Fortey                                                       | 2010          |
| Roy Foster FBA FRHistS                                               | 1992          |
| Adam Foulds                                                          | 2010          |
| Lady Antonia Fraser CBE                                              | 2003          |
| Robert Fraser                                                        | 2007          |
| Michael Frayn C Lit                                                  | 1969          |
| Brian Friel                                                          | 1998          |
| Athol Fugard                                                         | 1986          |
| John Fuller                                                          | 1980          |
| P. N. Furbank                                                        | 1992          |
| Paul Fussell                                                         | 1977          |
| Mavis Gallant CC                                                     | 1989          |
| Jane Gardam OBE                                                      | 2005          |
| *Anthony Gardner                                                     | 2004          |
| Philip Gardner                                                       | 1986          |
| Timothy Garton Ash CMG                                               | 2005          |
| Bamber Gascoigne                                                     | 1976          |
| Norman Gash CBE FBA FRHistS                                          | 1973          |
| *Lord Gavron CBE                                                     | 1996          |
| Maggie Gee, vicepresident                                            | 1994          |
| Amitav Ghosh                                                         | 2009          |
| Sir Martin Gilbert CBE                                               | 1977          |
| Sir David Gilmour Bt                                                 | 1990          |
| Lesley Glaister                                                      | 1994          |
| Victoria Glendinning CBE, Vice-President                             | 1982          |
| Julian Gloag                                                         | 1970          |
| *Martyn Goff CBE                                                     | 2002          |
| Magdalen Goffin                                                      | 1980          |
| Nadine Gordimer, Medalla Benson                                      | 1975          |
| Lyndall Gordon                                                       | 2002          |
| Warwick Gould                                                        | 1997          |
| Grey Gowrie (Comte de Gowrie)                                        | 2003          |
| *Günter Grass                                                        | 1993          |
| A. C. Grayling                                                       | 2006          |
| Peter Green                                                          | 1956          |
| Lavinia Greenlaw                                                     | 2004          |
| John Gribbin                                                         | 1999          |
| John Gross                                                           | 1992          |
| Romesh Gunesekera                                                    | 2004          |
| Abdulrazak Gurnah                                                    | 2006          |
| Tessa Hadley                                                         | 2009          |
| John Haffenden FBA                                                   | 1986          |
| William Hague                                                        | 2009          |
| John Halperin                                                        | 1985          |
| Georgina Hammick                                                     | 2001          |
| Christopher Hampton CBE                                              | 1976          |
| Barbara Hardy FBA                                                    | 1997          |
| Sir David Hare                                                       | 1985          |
| Claire Harman                                                        | 2006          |
| Richard Harries (Lord Harries de Pentregarth)                        | 1996          |
| Robert Harris                                                        | 1996          |
| Wilson Harris                                                        | 2007          |
| Tony Harrison                                                        | 1984          |
| David Harsent                                                        | 1999          |
| Ronald Harwood CBE, Vice-President                                   | 1974          |
| Sir Max Hastings                                                     | 1996          |
| Lady Selina Hastings                                                 | 1994          |
| Roy Hattersley (Lord Hattersley)                                     | 2003          |
| *Václav Havel                                                        | 1993          |
| Cameron Hazlehurst                                                   | 1973          |
| Shirley Hazzard                                                      | 1998          |
| Tim Heald                                                            | 2000          |
| Denis Healey (Lord Healey CH MBE)                                    | 1993          |
| *Seamus Heaney C Lit                                                 | 1991          |
| *Drue Heinz DBE                                                      | 2002          |
| Philip Hensher                                                       | 1998          |
| Dominic Hibberd                                                      | 2002          |
| Geoffrey Hill                                                        | 1972          |
| Reginald Hill                                                        | 1999          |
| Rosemary Hill                                                        | 2009          |
| Bevis Hillier                                                        | 1997          |
| Tim Hilton                                                           | 1993          |
| Barry Hines                                                          | 1977          |
| Russell Hoban                                                        | 1988          |
| Eric Hobsbawm CH FBA                                                 | 2006          |
| Mary Hocking                                                         | 1977          |
| Eva Hoffman                                                          | 2007          |
| Richard Hoggart                                                      | 2003          |
| Ursula Holden                                                        | 2010          |
| Alan Hollinghurst                                                    | 1995          |
| Richard Holmes OBE FBA                                               | 1975          |
| Sir Michael Holroyd CBE C Lit FRHistS, President                     | 1968          |
| Park Honan                                                           | 1998          |
| Hugh Honour FBA                                                      | 1972          |
| Christopher Hope                                                     | 1990          |
| Nick Hornby                                                          | 1996          |
| Sir Alistair Horne CBE                                               | 1968          |
| Elizabeth Jane Howard CBE                                            | 1991          |
| Philip Howard                                                        | 1987          |
| Kathryn Hughes FRHistS                                               | 2006          |
| Shirley Hughes OBE                                                   | 2000          |
| Lucy Hughes-Hallett                                                  | 2009          |
| Roland Huntford                                                      | 2001          |
| Aamer Hussein                                                        | 2004          |
| Angela Huth                                                          | 1978          |
| Samuel Hynes                                                         | 1978          |
| Robert Irwin                                                         | 2001          |
| Kazuo Ishiguro OBE                                                   | 1989          |
| Dan Jacobson                                                         | 2007          |
| Ian Jack                                                             | 2009          |
| Clive James                                                          | 2010          |
| P. D. James (Baronessa James of Holland Park OBE JP), Vice-President | 1987          |
| Kathleen Jamie                                                       | 2009          |
| Deborah Jay                                                          | 2005          |
| Alan Jenkins                                                         | 2002          |
| Elizabeth Jenkins OBE                                                | 1970          |
| Sir Simon Jenkins                                                    | 2003          |
| Liz Jensen                                                           | 2005          |
| Ruth Prawer Jhabvala CBE                                             | 1974          |
| *Paula Johnson                                                       | 2008          |
| Jennifer Johnston                                                    | 2009          |
| Jenny Joseph                                                         | 1999          |
| Gabriel Josipovici FBA                                               | 1997          |
| Alan Judd                                                            | 1990          |
| Mimi Kalvati                                                         | 2009          |
| P. J. Kavanagh                                                       | 1986          |
| Jackie Kay                                                           | 2002          |
| Jonathan Keates                                                      | 1992          |
| H. R. F. Keating                                                     | 1990          |
| Sir John Keegan OBE FRHistS                                          | 1986          |
| Laurence Kelly                                                       | 2003          |
| Linda Kelly                                                          | 2003          |
| Thomas Keneally                                                      | 1973          |
| A. L. Kennedy                                                        | 1999          |
| *HRH El Duc de Kent                                                  | 1978          |
| Sir Frank Kermode FBA                                                | 1958          |
| Thomas Kilroy                                                        | 1972          |
| Francis King CBE                                                     | 1952          |
| Matthew Kneale                                                       | 2003          |
| Shiv K. Kumar                                                        | 1978          |
| Hanif Kureishi CBE                                                   | 2008          |
| John Lanchester                                                      | 2002          |
| Robin Lane Fox                                                       | 1974          |
| Lee Langley                                                          | 1996          |
| James Lasdun                                                         | 2009          |
| Bryony Lavery                                                        | 2002          |
| Zachary Leader                                                       | 2007          |
| Hermione Lee CBE FBA                                                 | 1992          |
| Molly Lefebure                                                       | 2010          |
| Brendan Lehane                                                       | 1999          |
| Mike Leigh OBE                                                       | 2008          |
| *Sir Patrick Leigh Fermor DSO OBE C Lit                              | 1991          |
| Laurence Lerner                                                      | 1984          |
| *Doris Lessing CH C Lit                                              | 2001          |
| Andrea Levy                                                          | 2005          |
| Paul Levy                                                            | 1980          |
| Gwyneth Lewis                                                        | 1999          |
| Jeremy Lewis                                                         | 1992          |
| R. P. Lister                                                         | 1970          |
| Penelope Lively CBE                                                  | 1985          |
| Samuel Lock                                                          | 2001          |
| David Lodge CBE                                                      | 1976          |
| Michael Longley                                                      | 1988          |
| Roger Lonsdale FBA                                                   | 1989          |
| Edward Lucie-Smith                                                   | 1964          |
| Andrew Lycett                                                        | 2009          |
| Geraldine McCaughrean                                                | 2010          |
| Fiona MacCarthy                                                      | 1997          |
| Ian McDonald AA                                                      | 1970          |
| Ian McEwan CBE                                                       | 1983          |
| Roger McGough CBE                                                    | 2004          |
| Patrick McGrath                                                      | 2002          |
| Denis Mack Smith CBE FBA                                             | 1977          |
| Shena Mackay                                                         | 1999          |
| Rory MacLean                                                         | 2007          |
| Margaret MacMillan                                                   | 2003          |
| Candia McWilliam                                                     | 1994          |
| Brenda Maddox                                                        | 1999          |
| Noel Malcolm FBA                                                     | 1997          |
| David Malouf                                                         | 2008          |
| Hilary Mantel CBE                                                    | 1990          |
| Patrick Marber                                                       | 2002          |
| Patrick Marnham                                                      | 1988          |
| Philip Marsden                                                       | 1996          |
| Rosalind Marshall                                                    | 1974          |
| Adam Mars-Jones                                                      | 2007          |
| Allan Massie                                                         | 1982          |
| Douglas Matthews FCLIP, Medalla Benson                               | 1998          |
| Glyn Maxwell                                                         | 1999          |
| Derwent May                                                          | 1996          |
| Ernest Mehew                                                         | 1999          |
| Ved Mehta                                                            | 2009          |
| Edward Mendelson                                                     | 2003          |
| Jeffrey Meyers                                                       | 1983          |
| Stanley Middleton                                                    | 1999          |
| Mary Midgley                                                         | 2007          |
| Karl Miller                                                          | 1992          |
| Michael Millgate                                                     | 1983          |
| Pankaj Mishra                                                        | 2008          |
| Julian Mitchell                                                      | 1985          |
| Deborah Moggach                                                      | 1999          |
| Caroline Moorehead OBE                                               | 1993          |
| Edwin Morgan OBE                                                     | 2004          |
| Elaine Morgan                                                        | 2009          |
| Michael Morpurgo OBE                                                 | 2004          |
| Jan Morris CBE                                                       | 1961          |
| Blake Morrison                                                       | 1988          |
| Nicholas Mosley (Lord Ravensdale MC)                                 | 1980          |
| Andrew Motion                                                        | 1984          |
| Ferdinand Mount                                                      | 1991          |
| Paul Muldoon                                                         | 1981          |
| Alice Munro                                                          | 2002          |
| Richard Murphy                                                       | 1968          |
| V. S. Naipaul (Sir Vidia Naipaul C Lit)                              | 1962          |
| Venetia Newall FSA                                                   | 1980          |
| Charles Nicholl                                                      | 2005          |
| Grace Nichols                                                        | 2007          |
| Peter Nichols                                                        | 1983          |
| William Nicholson                                                    | 1999          |
| Adam Nicolson                                                        | 2005          |
| Vivien Noakes                                                        | 1996          |
| Gerard Noel                                                          | 1999          |
| Leslie Norris                                                        | 1974          |
| John Julius Norwich (Viscount Norwich CVO FSA)                       | 1970          |
| Robert Nye                                                           | 1977          |
| Sean O'Brien                                                         | 2007          |
| Kathleen Odell                                                       | 1979          |
| Bernard O'Donoghue                                                   | 1999          |
| Julia O'Faolain                                                      | 1998          |
| Andrew O'Hagan                                                       | 2009          |
| Redmond O'Hanlon                                                     | 1993          |
| Ben Okri OBE                                                         | 1997          |
| *Sir Christopher Ondaatje CBE                                        | 2003          |
| Charles Osborne                                                      | 1996          |
| Ewald Osers                                                          | 1984          |
| Ruth Padel                                                           | 1998          |
| Alan Palmer                                                          | 1980          |
| Peter Parker                                                         | 1997          |
| Don Paterson                                                         | 2004          |
| Jill Paton Walsh                                                     | 1996          |
| Brian Patten                                                         | 2003          |
| Catherine Peters                                                     | 1992          |
| Humphrey Phelps                                                      | 1977          |
| Caryl Phillips                                                       | 2000          |
| Mike Phillips                                                        | 2000          |
| David Plante                                                         | 2002          |
| Piers Plowright                                                      | 1998          |
| Stephen Poliakoff CBE                                                | 1985          |
| David Pownall                                                        | 1976          |
| David Profumo                                                        | 1995          |
| David Pryce-Jones                                                    | 1980          |
| Philip Pullman CBE                                                   | 2001          |
| Isabel Quigly                                                        | 1989          |
| Craig Raine                                                          | 1984          |
| Nicholas Rankin                                                      | 2009          |
| Frederic Raphael                                                     | 1964          |
| Piers Paul Read                                                      | 1972          |
| Anne Redmon                                                          | 1980          |
| Joan Rees                                                            | 1982          |
| Christopher Reid                                                     | 1999          |
| Ruth Rendell (Baronesa Rendell de Babergh CBE)                       | 1988          |
| Christopher Ricks FBA                                                | 1970          |
| Jane Ridley                                                          | 2007          |
| Matt Ridley DL FMedSci                                               | 1999          |
| William Rivière                                                      | 2000          |
| Graham Robb                                                          | 1999          |
| Andrew Roberts                                                       | 2001          |
| Michèle Roberts                                                      | 1999          |
| Robin Robertson                                                      | 2009          |
| Jane Rogers                                                          | 1994          |
| Kenneth Rose CBE                                                     | 1976          |
| Jacob Ross                                                           | 2006          |
| J. K. Rowling OBE                                                    | 2002          |
| Anthony Rudolf                                                       | 2005          |
| Carol Rumens                                                         | 1984          |
| Sir Salman Rushdie                                                   | 1983          |
| Lawrence Sail                                                        | 1998          |
| Fiona Sampson                                                        | 2010          |
| Giles St Aubyn LVO                                                   | 1964          |
| William St Clair FBA                                                 | 1973          |
| Norman St John-Stevas (Lord St John of Fawsley)                      | 1966          |
| *John Saumarez Smith, Medalla Benson                                 | 1996          |
| J. J. Scarisbrick                                                    | 1969          |
| Ann Schlee                                                           | 1997          |
| Michael Schmidt                                                      | 1993          |
| *Patricia Schute                                                     | 1991          |
| The Rev Professor M.A. Screech FBA                                   | 1989          |
| Roger Scruton FBA                                                    | 2003          |
| Peter Scupham                                                        | 1990          |
| Simon Sebag-Montefiore                                               | 2003          |
| Elisa Segrave                                                        | 2001          |
| Richard Sennett                                                      | 1999          |
| Vikram Seth CBE                                                      | 1994          |
| Miranda Seymour                                                      | 1996          |
| Sir Peter Shaffer CBE                                                | 1978          |
| Nicholas Shakespeare                                                 | 1999          |
| Jo Shapcott                                                          | 1999          |
| Norman Sherry                                                        | 1985          |
| Posy Simmonds MBE                                                    | 2004          |
| Helen Simpson                                                        | 1996          |
| Andrew Sinclair                                                      | 1972          |
| Clive Sinclair                                                       | 1983          |
| Iain Sinclair                                                        | 2009          |
| Robert Skidelsky (Lord Skidelsky de Tilton FRHistS)                  | 1978          |
| Ali Smith                                                            | 2007          |
| Godfrey Smith                                                        | 1995          |
| *Julia Abel Smith                                                    | 2009          |
| Lacey Baldwin Smith FRHistS                                          | 1972          |
| Zadie Smith                                                          | 2002          |
| Mary Soames (Lady Soames DBE)                                        | 2000          |
| Ahdaf Soueif                                                         | 2002          |
| *Wole Soyinka, Medalla Benson                                        | 1983          |
| Frances Spalding CBE                                                 | 1984          |
| Francis Spufford                                                     | 2007          |
| Hilary Spurling CBE                                                  | 2005          |
| John Spurling                                                        | 2010          |
| Tom Stacey                                                           | 1977          |
| Jon Stallworthy FBA                                                  | 1971          |
| Martin Stannard                                                      | 1999          |
| C. K. Stead ONZ CBE                                                  | 1995          |
| George Steiner FBA                                                   | 1962          |
| Rory Stewart                                                         | 2009          |
| Stanley Stewart                                                      | 2001          |
| Sir Tom Stoppard OM CBE C Lit                                        | 1972          |
| Sir Roy Strong FSA                                                   | 1999          |
| Kate Summerscale                                                     | 2010          |
| Virginia Surtees                                                     | 1978          |
| John Sutherland                                                      | 1990          |
| Graham Swift                                                         | 1984          |
| George Szirtes                                                       | 1982          |
| D. J. Taylor                                                         | 1997          |
| Emma Tennant                                                         | 1982          |
| Hugh Thomas (Lord Thomas de Swynnerton FRHistS)                      | 1997          |
| Ian Thomson                                                          | 2003          |
| Colin Thubron CBE, Vice-President                                    | 1969          |
| Ann Thwaite                                                          | 1987          |
| Anthony Thwaite OBE                                                  | 1978          |
| Gillian Tindall                                                      | 1983          |
| Colm Tóibín                                                          | 2007          |
| A.Trevor Tolley                                                      | 1998          |
| Nikolai Tolstoy                                                      | 1979          |
| Claire Tomalin, Vice-President                                       | 1976          |
| Sue Townsend                                                         | 1993          |
| Jeremy Treglown                                                      | 1989          |
| Rose Tremain CBE                                                     | 1983          |
| Raleigh Trevelyan                                                    | 1973          |
| William Trevor KBE C Lit                                             | 1976          |
| Lynne Truss                                                          | 2004          |
| Eva Tucker                                                           | 2010          |
| Jenny Uglow CBE                                                      | 1998          |
| Barry Unsworth                                                       | 1974          |
| Edward Upward, Medalla Benson                                        | 2005          |
| James Walvin OBE                                                     | 2006          |
| Marina Warner CBE FBA                                                | 1984          |
| Val Warner                                                           | 1998          |
| Sarah Waters                                                         | 2009          |
| Daniel Weissbort                                                     | 2008          |
| Fay Weldon CBE                                                       | 1986          |
| Robert Wells                                                         | 1994          |
| Timberlake Wertenbaker                                               | 1999          |
| Sir Arnold Wesker                                                    | 1985          |
| Sara Wheeler                                                         | 1999          |
| Hugh Whitemore                                                       | 1998          |
| Helen Wilcox                                                         | 1999          |
| Hugo Williams                                                        | 1988          |
| Nigel Williams                                                       | 1994          |
| The Most Rev Rowan Williams                                          | 2003          |
| A. N. Wilson                                                         | 1982          |
| Frances Wilson                                                       | 2008          |
| Dame Jacqueline Wilson                                               | 2005          |
| Lewis Wolpert CBE FRS                                                | 1999          |
| Charles Wood                                                         | 1985          |
| Michael Wood                                                         | 1992          |
| Gerard Woodward                                                      | 2005          |
| Pamela Woof                                                          | 1999          |
| Andrew Wright                                                        | 1971          |
| Kit Wright                                                           | 1997          |
| Ann Wroe FRHistS                                                     | 2007          |
| Francis Wyndham                                                      | 1999          |
| Adam Zamoyski                                                        | 2006          |
| Theodore Zeldin OBE FBA FRHistS                                      | 1999          |
| Philip Ziegler CVO                                                   | 1972          |

L'asterisc (*) davant del nom indica que és Company honorífic.